# Gloria Negrete McLeod

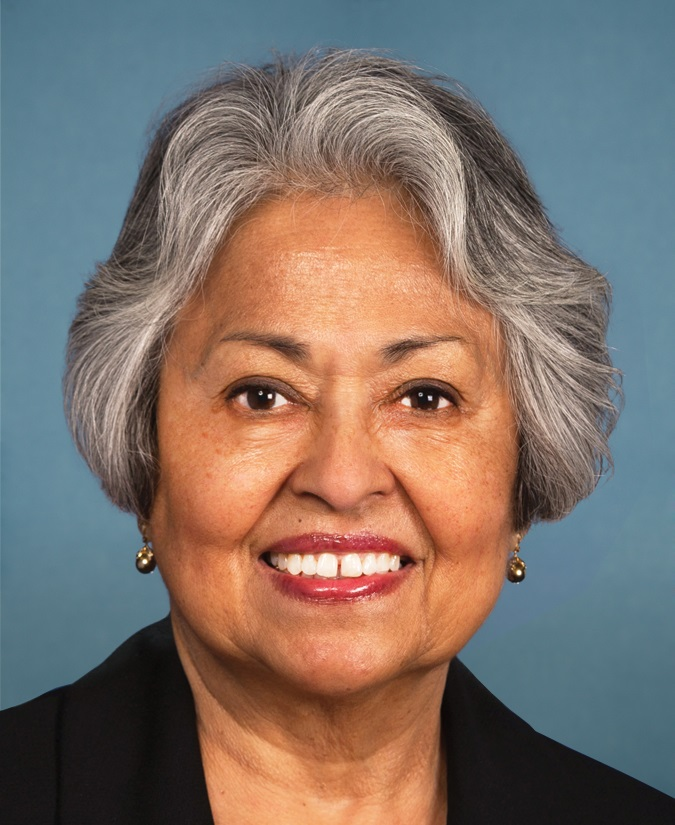
Gloria Negrete McLeod (2013)

Gloria Negrete McLeod (* 6. September 1941 in Los Angeles, Kalifornien) ist eine US-amerikanische Politikerin. Von 2013 bis 2015 vertrat sie den Bundesstaat Kalifornien im US-Repräsentantenhaus.

## Werdegang
Gloria Negrete McLeod besuchte das Chaffey Community College in Rancho Cucamonga. Später arbeitete sie im Schuldienst als Instructional Aide. Zwischen 1995 und 2000 war sie Mitglied und Vorsitzende des Aufsichtsrats des Chaffey Community College. Gleichzeitig schlug sie als Mitglied der Demokratischen Partei eine politische Laufbahn ein. Zwischen 2000 und 2006 war sie Abgeordnete in der California State Assembly; von 2006 bis 2012 gehörte sie dem Staatssenat an. In beiden Kammern war sie Mitglied in verschiedenen Ausschüssen.
Bei den Kongresswahlen des Jahres 2012 wurde Negrete im 35. Wahlbezirk von Kalifornien in das US-Repräsentantenhaus in Washington, D.C. gewählt, wo sie am 3. Januar 2013 die Nachfolge von Maxine Waters antrat, die in den 43. Distrikt wechselte. Bei der Wahl erreichte sie 56 Prozent der Wählerstimmen. Ihr Gegenkandidat Joe Baca kam auf 44 Prozent und musste damit aus dem Kongress ausscheiden. Negrete McLeod wurde bei dieser Wahl vom New Yorker Bürgermeister Michael Bloomberg mit drei Millionen Dollar unterstützt, da sie im Gegensatz zu Baca eine Schusswaffenkontrolle befürwortete.
Im Februar 2014 gab sie bekannt, nicht mehr für das Repräsentantenhaus kandidieren zu wollen und schon nach einer Amtszeit aus dem Kongress auszuscheiden. Stattdessen bewarb sie sich – allerdings erfolglos – um einen Sitz im Board of Supervisors des San Bernardino County.
Gloria Negrete McLeod ist verheiratet und hat zehn erwachsene Kinder, 27 Enkel und 25 Urenkel.